# 一青窈
一青 窈（ひとと よう、1976年9月20日 - ）は、東京都出身の女性歌手、作詞家、女優。既婚。3児の母。姉は女優・エッセイスト・歯科医の一青妙（ひとと たえ）。

## 来歴
東京都で生まれ、台湾に移る。幼稚園卒園後に父の顔恵民を台湾に残し、母・姉と日本で生活することとなる。小学2年生の時に父が癌で死去。以降、母の姓の一青を名乗る。小学校高学年の頃に宮沢賢治の詩に触発され、詩を書き始める。神奈川県横浜市にある森村学園に初等部から通い、美術部とバスケットボール部に所属、生徒会では書記を務める。高校生の時に母も癌で亡くす。
半年の浪人期間を経て、AO入試で慶應義塾大学環境情報学部（SFC=湘南藤沢キャンパス）に入学。慶應義塾広告学研究会、ジャズ研究会、K.O.E.（アカペラサークル）に所属し、ストリートライブを行うなどした。K.O.E.で現ゴスペラーズの北山陽一と出合い、自作の詩を見せたところ「お前の詩は面白い。FAXしてくれたらいくらでも曲を付けるから歌え」と提案され、以降自分の詩で歌うこととなった。
デビューする前は車椅子利用者向け情報誌『WaWaWa』に創刊から携わり、詩を提供したり、同誌編集長・阿部恒世とともに福祉施設でのライブ活動を行ったりしていた。
その後、福祉イベントで歌っているところをスカウトされ、2002年に「もらい泣き」でデビュー。同曲がヒットし日本レコード大賞最優秀新人賞を受賞、ファーストアルバム『月天心』が注目を集め数々の音楽賞や新人賞を受賞。2003年、第54回NHK紅白歌合戦に初出場。2004年、「ハナミズキ」が大ヒット。
映画『珈琲時光』主演で女優デビューし、日本アカデミー賞新人俳優賞を受賞。
初のベストアルバム『BESTYO』を発表時の2006年、日本人アーティストとして初めてカーボンオフセットライブを逗子海岸の音魂 (Otodama Sea Studio) で行い、現在（2009年）まで毎年開催。その『BESTYO』初版もカーボンオフセットとなっている。
台湾でもCD・DVDが発売されており、『もらい泣き』『大家』『月天心』のジャケットは台湾オリジナル仕様となっている。台湾のキリンビールのCMにも出演し、台湾の愛唱歌『望春風』が使われた。
舞台演劇の音楽劇「箱の中の女」（演出岩松了、2008年12月公演）の主演を務めた。
デビュー15周年を迎た2008年にシングル『七変化』、オールタイムベストアルバム『歌祭文 〜ALL TIME BEST〜』をそれぞれリリース。
デビュー20周年のアニバーサリーライブを2022年10月30日、中野サンプラザホールにて開催。同年12月には、8年ぶりとなるオリジナルアルバム『一青尽図』をリリース。

## 人物・エピソード
父は台湾人、母は日本人。父は九份の金鉱経営で成功し、台湾の五大財閥に数えられた顔家の長男・顔恵民。釧路で木村炭鉱に出資し現在の太平洋興発の創設に関わる。戦前から戦後にかけて日本に長く滞在していた父と母が出会い、台湾で妙と窈が生まれた。中国語の漢字名は顔窈（イエン・ヤオ）で、「顔」は父親の姓。母の姓である「一青」は母の出身地である石川県に地名としても存在する。なおその縁で、石川県中能登町内のJR七尾線・金丸駅、能登部駅、良川駅、能登二宮駅や町外の宇野気駅、七尾駅で代表曲の一つ「ハナミズキ」が接近メロディーとして使用されている。　
亡くなった母親について、「二十一世紀の音霊」にて「想いを巡らすだけで涙がでてくる」と述べており、（父親への想いを歌った曲は『大家』『ぱぱへ』などあるのに対し）母親への想いを初めて歌った曲は9thシングル『つないで手』に収録されている「ささやき並木」がある。
音楽の原点として、父と離れて暮らすようになってから、寂しさをまぎらわすため、父親から毎月送られた「ディズニーのお話のレコード」を眠る前に聞き、歌っていたことをあげている
。母親が闘病していた際に母親とともに行ったミュージカルから音楽療法に興味を持ち、大学入試時には音楽療法についての論文を書いた。病院に野外音楽堂を建てるのが夢であるという。音楽プロデューサーの武部聡志は「一青の詞は日本一」と評した。作詞はすべて実体験に基づいているという。
日本語・北京語・英語を話せるトリリンガルである。
身長155cm。小中高一貫してバスケットボール部に所属し、動きが素早かったことから「ジジ（『魔女の宅急便』に登場する黒猫）」というあだ名を付けられた。現在でもバンドメンバーとバスケットボールをすることがある。
少女時代からの中森明菜のファンであり、現在でもカラオケではよく中森の曲を歌う。台湾のR&B歌手デヴィッド・タオ（陶喆）の熱烈なファンで彼の影響も受けている。尊敬する人物は井上陽水、根本敬、阿久悠や谷川俊太郎。
座右の銘は「来る者拒まず、去る者追わず」。
環境問題に強い関心を持ち、ap bank fesなどの環境問題をテーマにしたライブに積極的に参加し、その知識や環境問題への姿勢からap bank dialogueでは出演アーティストの中で唯一ゲストとして出演する。
建築に興味があり、『ダ・ヴィンチ』などの誌上で坂茂、藤森照信、隈研吾といった幾人かの著名な建築家との対談を交わしている。
人生が変わる1分間の深イイ話に一青が投稿したエピソードによると、普段から自転車に鍵を掛けず自転車が盗難に遭うと「私が強く信じていなかったから」と考えることにしており、番組放映時点で6台盗まれているという。
2015年4月27日、ギタリスト・山口周平と結婚し、妊娠4カ月であることをマスコミ各社宛ての直筆メッセージで明らかにした。同年11月8日に第1子男児出産を公表。第2子妊娠が2017年2月27日に公表され7月上旬に第2子女児を出産。2019年5月には第3子となる次女をもうけている。
吟醸酒「池月 一青（ひとと）」が石川県鹿島郡中能登町一青の鳥屋酒造株式会社から発売されている。

## 音楽作品

### シングル

#### CDシングル
| 枚   | 発売日         | タイトル                                      | 規格   | 規格品番              | 順位 | 収録アルバム                                     |
| ---- | -------------- | --------------------------------------------- | ------ | --------------------- | ---- | ------------------------------------------------ |
| 1st  | 2002年10月30日 | もらい泣き                                    | CD     | COCA-15446            | 4位  | 月天心                                           |
| 2nd  | 2003年3月19日  | 大家（ダージャー）                            | CD     | COCA-15461            | 11位 | 一青想                                           |
| 3rd  | 2003年7月9日   | 金魚すくい                                    | CD     | COCA-15495            | 13位 | 一青想                                           |
| 4th  | 2003年11月12日 | 江戸ポルカ／夢なかば                          | CD     | COCA-15547            | 28位 | 一青想                                           |
| 5th  | 2004年2月11日  | ハナミズキ                                    | CD     | COCA-15622            | 4位  | 一青想                                           |
| 6th  | 2005年4月20日  | 影踏み                                        | CD     | COCA-15754            | 9位  | &                                                |
| 7th  | 2005年9月21日  | かざぐるま                                    | CD     | COCA-15796            | 8位  | &                                                |
| 8th  | 2005年12月7日  | 指切り                                        | CD     | COCA-15822            | 17位 | &                                                |
| 9th  | 2007年9月19日  | つないで手                                    | CD     | COCA-16019            | 10位 | Key                                              |
| 10th | 2007年12月5日  | 「ただいま」                                  | CD     | COCA-16042            | 13位 | Key                                              |
| 11th | 2008年1月30日  | 受け入れて                                    | CD     | COCA-16074            | 20位 | Key                                              |
| 12th | 2008年11月19日 | はじめて                                      | CD     | COCA-16208            | 17位 | ハナミズキ 〜君と好きな人が 百年続きますように〜 |
| 13th | 2009年10月7日  | ユア メディスン〜私があなたの薬になってあげる | CD     | FLCF-4298 初回限定盤  | 23位 | 花蓮街                                           |
| 13th | 2009年10月7日  | ユア メディスン〜私があなたの薬になってあげる | CD     | FLCF-4304 通常盤      |      | 花蓮街                                           |
| 14th | 2009年11月4日  | うんと幸せ                                    | CD     | FLCF-4299 初回限定盤  | 34位 | 花蓮街                                           |
| 14th | 2009年11月4日  | うんと幸せ                                    | CD     | FLCF-4305 通常盤      |      | 花蓮街                                           |
| 15th | 2010年2月24日  | 冬めく／花のあと                              | CD     | FLCF-4307 初回限定盤  | 42位 | 花蓮街                                           |
| 15th | 2010年2月24日  | 冬めく／花のあと                              | CD     | FLCF-4308 通常盤      |      | 花蓮街                                           |
| 16th | 2012年5月23日  | dots and lines／とめる                        | CD     | FLCF-7187             | 60位 | 一青十色                                         |
| 17th | 2012年6月6日   | 道案内／愛と誠のファンタジア                  | CD     | FLCF-4431             | 77位 | 一青十色                                         |
| 18th | 2014年3月26日  | 蛍                                            | CD     | UPCH-80355            | 63位 | 私重奏                                           |
| 19th | 2014年8月27日  | 他人の関係 feat. SOIL&“PIMP”SESSIONS          | CD+DVD | UPCH-89182 初回限定盤 | 55位 | 私重奏                                           |
| 19th | 2014年8月27日  | 他人の関係 feat. SOIL&“PIMP”SESSIONS          | CD     | UPCH-80381 通常盤     | 55位 | 私重奏                                           |
| 20th | 2017年9月13日  | 七変化                                        | CD     | UPCH-80481            | 94位 | 歌祭文 〜ALL TIME BEST〜                         |

#### 配信シングル
| 枚   | 発売日         | タイトル                     | 収録アルバム             |
| ---- | -------------- | ---------------------------- | ------------------------ |
| 1st  | 2011年12月1日  | 時代                         | 歌窈曲                   |
| 2nd  | 2012年1月25日  | Lesson                       | 一青十色                 |
| 3rd  | 2012年2月29日  | パラソル哀歌                 | 一青十色                 |
| 4th  | 2012年3月28日  | 他人の関係                   | 歌窈曲                   |
| 5th  | 2012年4月11日  | dots and lines Loves Mummy-D | 一青十色                 |
| 6th  | 2012年4月11日  | とめる                       | 一青十色                 |
| 7th  | 2015年12月16日 | 満点星                       | 歌祭文 〜ALL TIME BEST〜 |
| 8th  | 2017年2月8日   | 空音                         | 歌祭文 〜ALL TIME BEST〜 |
| 9th  | 2020年11月2日  | かたつむり                   |                          |
| 10th | 2021年4月22日  | 6分                          |                          |
| 11th | 2022年8月17日  | 耳をすます                   | 一青尽図                 |
| 12th | 2024年3月22日  | ただやるだけさ               |                          |

### アルバム

#### オリジナルアルバム
| 枚  | 発売日         | タイトル                            | 規格   | 規格品番                  | 順位 |
| --- | -------------- | ----------------------------------- | ------ | ------------------------- | ---- |
| 1st | 2002年12月18日 | 月天心（つきてんしん）              | CD     | COCP-32024                | 4位  |
| 2nd | 2004年4月7日   | 一青想（ひとおもい）                | CD+DVD | COCP-32696 初回限定盤     | 3位  |
| 2nd | 2004年4月7日   | 一青想（ひとおもい）                | CD     | COCP-32697 通常盤         | 3位  |
| 2nd | 2004年12月1日  | 一青想 (ひとおもい) Limited Edition | CD+DVD | COZA-123/4 期間限定生産盤 | 3位  |
| 3rd | 2005年12月21日 | &（アンド）                         | CD+DVD | COCP-33444 初回限定盤     | 5位  |
| 3rd | 2005年12月21日 | &（アンド）                         | CD     | COCP-33445 通常盤         | 5位  |
| 4th | 2008年3月5日   | Key                                 | CD+DVD | COZA-297/8 初回限定盤     | 3位  |
| 4th | 2008年3月5日   | Key                                 | CD     | COCP-34761 通常盤         | 3位  |
| 5th | 2010年4月21日  | 花蓮街（かれんがい）                | CD+DVD | FLCF-4317 初回限定盤      | 15位 |
| 5th | 2010年4月21日  | 花蓮街（かれんがい）                | CD     | FLCF-4318 通常盤          | 15位 |
| 6th | 2012年6月27日  | 一青十色（ひとといろ）              | CD+DVD | FLCF-4440 初回限定盤      | 23位 |
| 6th | 2012年6月27日  | 一青十色（ひとといろ）              | CD     | FLCF-4441 通常盤          | 23位 |
| 7th | 2014年10月22日 | 私重奏（しじゅうそう)               | CD+DVD | UPCH-29177 初回限定盤     | 15位 |
| 7th | 2014年10月22日 | 私重奏（しじゅうそう)               | CD     | UPCH-20374 通常盤         | 15位 |
| 8th | 2022年12月18日 | 一青尽図（ひととづくしず)           | CD     | COCP-41839                |      |

#### ベスト・アルバム
| 枚  | 発売日         | タイトル                                         | 規格    | 規格品番                |
| --- | -------------- | ------------------------------------------------ | ------- | ----------------------- |
| 1st | 2006年11月29日 | BESTYO（べすちょ）                               | CD      | COCP-34052 通常盤       |
| 1st | 2007年4月18日  | BESTYO（べすちょ）                               | CD+DVD  | COZA-257/8 完全限定生産 |
| 1st | 2009年1月21日  | BESTYO（べすちょ）                               | 3CD     | COCP-35464～6           |
| 2nd | 2010年8月10日  | ハナミズキ 〜君と好きな人が 百年続きますように〜 | CD      | COCP-36326              |
| 3rd | 2017年10月11日 | 歌祭文 〜ALL TIME BEST〜                         | 2CD+DVD | UPCH-29263 初回限定盤   |
| 3rd | 2017年10月11日 | 歌祭文 〜ALL TIME BEST〜                         | 2CD     | UPCH-20458/9 通常盤     |

#### カバー・アルバム
| 枚  | 発売日        | タイトル   | 規格   | 規格品番              |
| --- | ------------- | ---------- | ------ | --------------------- |
| 1st | 2012年4月8日  | 歌窈曲     | CD+DVD | FLCF-4422 初回限定盤  |
| 1st | 2012年4月8日  | 歌窈曲     | CD     | FLCF-4423 通常盤      |
| 2nd | 2015年7月29日 | ヒトトウタ | CD+DVD | UPCH-29192 初回限定盤 |
| 2nd | 2015年7月29日 | ヒトトウタ | CD     | UPCH-20398 通常盤     |

#### ライブ・アルバム
| 枚  | 発売日         | タイトル                                                          | 規格 | 規格品番     |
| --- | -------------- | ----------------------------------------------------------------- | ---- | ------------ |
| 1st | 2008年11月19日 | 一青窈 CONCERT TOUR 2008「Key〜Talkie Doorkey」LIVE CD @ NHK hall | 2CD  | COCP-35310/1 |

### 映像作品
| 発売日         | タイトル                                                            | 規格 | 規格品番               |
| -------------- | ------------------------------------------------------------------- | ---- | ---------------------- |
| 2003年10月1日  | 姿見一青也（すがたみひととなり）                                    | DVD  | COBA-4261              |
| 2003年10月1日  | 姿見一青也（すがたみひととなり）                                    | VHS  | COVA-6760              |
| 2004年12月1日  | 一青窈 LIVE TOUR 2004〜てとしゃん〜                                 | DVD  | COBA-4356              |
| 2013年3月27日  | 一青窈 LIVE TOUR 2004〜てとしゃん〜                                 | BD   | COXA-1054              |
| 2006年2月1日   | 一青窈★夢街バンスキング 〜はいらんせ〜                              | DVD  | COBA-4481              |
| 2013年3月27日  | 一青窈★夢街バンスキング 〜はいらんせ〜                              | BD   | COXA-1055              |
| 2006年9月6日   | 一青窈 Yo&U TOUR '06                                                | 2DVD | COBA-4576/7 初回限定盤 |
| 2006年9月6日   | 一青窈 Yo&U TOUR '06                                                | DVD  | COBA-4578 通常盤       |
| 2013年3月27日  | 一青窈 Yo&U TOUR '06                                                | BD   | COXA-1056              |
| 2008年5月21日  | 思草歌（しぐさうた）                                                | DVD  | COBA-4745              |
| 2013年3月27日  | 思草歌（しぐさうた）                                                | BD   | COXA-1057              |
| 2008年11月19日 | 一青窈 CONCERT TOUR 2008「Key〜Talkie Doorkey」 LIVE DVD @ NHK hall | DVD  | COBA-4784              |
| 2013年3月27日  | 一青窈 CONCERT TOUR 2008「Key〜Talkie Doorkey」 LIVE DVD @ NHK hall | BD   | COXA-1058              |
| 2010年8月11日  | 水蝶花 -2 LIVE DVD (acoustic & orchestra)-                          | 2DVD | FLBF-8105              |

### 作詞提供
| 発売           | 曲名                     | 収録された作品                                    |
| -------------- | ------------------------ | ------------------------------------------------- |
| 2005年2月23日  | 空蝉（うつせみ）         | 中村雅俊「空蝉（うつせみ）」                      |
| 2006年4月5日   | Tower                    | Salyu「Tower」                                    |
| 2006年9月6日   | name                     | Salyu「name」                                     |
| 2006年9月13日  | 交差点days               | 綾瀬はるか「交差点days」                          |
| 2007年1月17日  | 故に                     | Salyu「TERMINAL」                                 |
| 2007年1月17日  | Apple Pie                | Salyu「TERMINAL」                                 |
| 2007年1月17日  | be there                 | Salyu「TERMINAL」                                 |
| 2007年1月17日  | heartquake               | Salyu「TERMINAL」                                 |
| 2009年1月28日  | えいさ                   | ジェロ「えいさ」                                  |
| 2009年12月23日 | 台湾へいらっしゃい       | 清水ミチコ「バッタもん」                          |
| 2010年3月24日  | cruise                   | Salyu「MAIDEN VOYAGE」                            |
| 2010年4月21日  | 私の虹                   | Sindy「ひとつ」                                   |
| 2010年12月8日  | 女の歌                   | 伊藤咲子「女の歌」                                |
| 2011年9月7日   | 兆し                     | 城南海「兆し」                                    |
| 2012年10月26日 | あたしだって             | 渡辺真知子「腕の中のスマイル」                    |
| 2012年12月5日  | 青林檎                   | 小柳ルミ子「青林檎」                              |
| 2014年10月8日  | いっしょ。               | 山下智久「YOU」                                   |
| 2016年8月3日   | 茶番劇                   | クレイジーケンバンド「香港的士 -Hong Kong Taxi-」 |
| 2017年11月29日 | 東風破-日本語バージョン- | 和楽器バンド「軌跡 BEST COLLECTION+」             |
| 2019年4月3日   | トゥーレ                 | Sinon「mariage」                                  |
| 2020年2月5日   | 電話出て                 | 大原櫻子「Passion」                               |
| 2020年9月30日  | #やっぱもっと            | 大原櫻子「#やっぱもっと」                         |
| 2025年5月21日  | marble                   | 岸谷香「Unlock the girls 4 -ボディガード-」       |

### 参加作品
| 発売日         | 曲名                                                                                | 収録された作品                                                                      |
| -------------- | ----------------------------------------------------------------------------------- | ----------------------------------------------------------------------------------- |
| 2002年2月21日  | 生路〜CIRCUIT〜                                                                     | Original Soundtrack「真・三國無双 究極音盤」                                        |
| 2003年1月22日  | 春よ、来い                                                                          | 武部聡志「PIANO MAN〜FOR YUMING LOVERS〜」                                          |
| 2004年11月10日 | ジェラシー                                                                          | Various Artists「YOSUI TRIBUTE」                                                    |
| 2007年10月17日 | 東京の屋根の下                                                                      | Various Artists「服部良一 〜生誕100周年記念トリビュート・アルバム〜」               |
| 2007年11月28日 | AIDS チャリティ Project「RED RIBBON Spiritual Song 〜生まれ来る子供たちのために〜」 | AIDS チャリティ Project「RED RIBBON Spiritual Song 〜生まれ来る子供たちのために〜」 |
| 2008年4月23日  | 夜明けのうた feat. 一青窈                                                           | 和田アキ子「わだ家」                                                                |
| 2008年7月30日  | 白い蝶のサンバ                                                                      | Various Artists「歌鬼 (Ga-Ki) 〜阿久悠トリビュート〜」                              |
| 2008年10月29日 | 空中ブランコ with 一青窈                                                            | 秦基博「ALRIGHT」                                                                   |
| 2009年2月18日  | バンバンバン feat. 一青窈                                                           | ムッシュかまやつ「1939〜MONSIEUR」                                                  |
| 2009年6月3日   | 時をかけるシンガー                                                                  | 坂上弘「千の風になる前に」                                                          |
| 2009年6月3日   | 時をかけるシンガー（Nacked ver.）                                                   | 坂上弘「千の風になる前に」                                                          |
| 2010年1月13日  | サイコロ                                                                            | Original Soundtrack「ANOTHER BANDAGE」                                              |
| 2011年1月12日  | SPY／一青窈 feat. SOIL&"PIMP"SESSIONS                                               | Various Artists「We Love Mackey」                                                   |
| 2012年3月7日   | All You Need Is Love                                                                | JAPAN UNITED with MUSIC「All You Need Is Love」                                     |
| 2012年5月2日   | 世界中の人に自慢したいよ                                                            | Various Artists「KING OF SONGWRITER 〜SONGS OF KIYOSHIRO COVERS〜」                 |
| 2012年6月6日   | 曙／一青窈・妻夫木聡・武井咲・斉藤工                                                | Original Soundtrack「映画「愛と誠」オリジナル・サウンドトラック」                   |
| 2012年6月6日   | 愛と誠のファンタジア／ 一青窈+『愛と誠』の合唱団                                    | Original Soundtrack「映画「愛と誠」オリジナル・サウンドトラック」                   |
| 2012年9月19日  | 宝石心（ほうせきしん）                                                              | 谷村新司「NINE」                                                                    |
| 2012年10月17日 | Over The Rainbow feat. 一青窈                                                       | 伊藤志宏「LADIES & PIANOMAN」                                                       |
| 2012年12月12日 | 元気のうた                                                                          | KAN+キマグレン+一青窈「YEAH! YEAH! YEAH!〜100万人でつくろう元気のうた〜」           |
| 2012年12月19日 | Fever                                                                               | 村上“ポンタ”秀一「Rhythm Monster」                                                  |
| 2013年6月15日  | 遠くへ行きたい                                                                      | 6×8 Song Book Vol.1～上を向いて歩こう                                               |
| 2016年3月30日  | アカシアの雨がやむとき／谷村新司×一青窈                                             | Various Airtists「DREAM SONGS I [2014-2015] 地球劇場～100年後の君に聴かせたい歌～」 |
| 2016年4月6日   | この広い野原いっぱい 〜50th Anniversary Version 〜 with 50 Friends                  | 森山良子「Touch me…」                                                               |
| 2017年6月7日   | メランコリー                                                                        | Various Artists「今日までそして明日からも、吉田拓郎 tribute to TAKURO YOSHIDA」     |

### タイアップ
| 曲名                                 | タイアップ                                                                                                  |
| ------------------------------------ | --- |
| sunny side up                        | UHF放送局系アニメ『愛してるぜベイベ★★』オープニングテーマ                                                   |
| 大家                                 | クリエイティブ21配給映画『風を聴く〜台湾・九份物語〜』挿入歌                                                |
| 音木箱                               | NHKテレビドラマ「窓を開けたら」主題歌                                                                       |
| あこるでぃおん〜Long ver.            | NHK教育テレビ「福祉ネットワーク」オープニングテーマ                                                         |
| 今日わずらい                         | テレビ東京系「もうひとつの歴史 芭蕉の苦悩と決断そして恋」エンディングテーマ                                 |
| 江戸ポルカ                           | 東京国際ファンタスティック映画祭2003公式イメージソング                                                      |
| 夢なかば                             | TBS系ドラマ『向田邦子の恋文』主題歌                                                                         |
| 生路〜MAZE                           | NHKテレビ「NHK 青春メッセージ '04」テーマソング                                                             |
| ハナミズキ                           | 日本テレビ系「火曜サスペンス劇場」主題歌                                                                    |
| ハナミズキ                           | 東宝配給映画『ハナミズキ』主題歌                                                                            |
| ハナミズキ                           | トヨタ自動車「パッソ」CMソング                                                                              |
| 年年歳歳                             | UHF放送局系アニメ「愛してるぜベイベ★★」エンディングテーマ                                                   |
| 一思案                               | 松竹配給映画『珈琲時光』主題歌                                                                              |
| 影踏み                               | 日本中央競馬会CMソング                                                                                      |
| うれしいこと。                       | ボシュロム・ジャパン「レニュー マルチプラス」CMソング                                                       |
| かざぐるま                           | 東宝配給映画『蟬しぐれ』イメージソング                                                                      |
| 指切り                               | エムティーアイ「music.jp」CMソング                                                                          |
| アンモナイト                         | MUSIC ON! TV「Harmony with the Earth」CMソング                                                              |
| さよならありがと                     | ミサワホーム「CENTURY」CMソング                                                                             |
| つないで手                           | 全薬工業「新リコリス・ゼンヤク」2007年CMソング                                                              |
| つないで手                           | ビターズ・エンド配給映画『きみの友だち』主題歌                                                              |
| ドミノ                               | 全薬工業「新ジキニン顆粒」2007年CMソング                                                                    |
| 「ただいま」                         | TBS系ドラマ『愛のうた!』主題歌                                                                              |
| 受け入れて                           | 虫プロダクション配給アニメ映画『パッテンライ!! 〜南の島の水ものがたり〜』主題歌                             |
| 宙ぶらりん                           | リコー「2008リコーMLB開幕戦」告知CMソング                                                                   |
| 栞                                   | 東京テアトル配給映画『山桜』主題歌                                                                          |
| はじめて                             | 日本テレビ系「行列のできる法律相談所『カンボジアに学校を!』」プロジェクトイメージソング                     |
| 花のあと                             | 東映配給映画『花のあと』主題歌                                                                              |
| うんと幸せ                           | ギャガ配給映画『私の中のあなた』イメージソング                                                              |
| うんと幸せ                           | ケイダッシュステージ=リンクライツ配給映画『それでも花は咲いていく』主題歌                                   |
| Top Of The World                     | ライオン「香りつづくトップ」CMソング                                                                        |
| サイコロ                             | 東宝配給映画『BANDAGE』挿入歌                                                                               |
| 冬めく                               | 日本テレビ系「スッキリ!!」エンディングテーマ                                                                |
| 冬めく                               | テレビ東京系「JAPAN COUNTDOWN」オープニングテーマ                                                           |
| 泣きべそ                             | 松竹配給映画『唐山大地震 -想い続けた32年-」イメージソング                                                   |
| dots and lines                       | 読売テレビ・TOKYO MX・BS11アニメ『ZETMAN』オープニングテーマ                                                |
| とめる                               | 読売テレビ・TOKYO MX・BS11アニメ『ZETMAN』エンディングテーマ                                                |
| 道案内                               | ローソン「夢を応援基金」テーマソング                                                                        |
| 愛と誠のファンタジア                 | 角川=東映配給映画『愛と誠」主題歌                                                                           |
| 曙                                   | 角川=東映配給映画『愛と誠』劇中歌                                                                           |
| home                                 | 木下工務店CMソング                                                                                          |
| 遠くへ行きたい                       | 読売テレビ・日本テレビ系「遠くへ行きたい」テーマソング                                                      |
| 霞道                                 | 東風配給映画『ペコロスの母に会いに行く』主題歌                                                              |
| 蛍                                   | 朝日放送「教えて!ニュースライブ 正義のミカタ」エンディングテーマ                                            |
| LINE                                 | 「台北 国立故宮博物院 -神品至宝-」展覧会イメージソング                                                      |
| 千本椿                               | 石川テレビ開局45周年・北陸新幹線開通記念「メイド イン イシカワ 見つけよう！石川の底力」CMキャンペーンソング |
| 他人の関係 feat. SOIL&“PIMP”SESSIONS | フジテレビ系ドラマ『昼顔〜平日午後3時の恋人たち〜』主題歌                                                   |
| 風光る                               | 協和「フラコラ プラセンタ エクストラクト」『実感・完全』『実感・夕景』『実感・日の出』編CMソング            |
| ウイスキーが、お好きでしょ           | サントリー「角瓶」『つくりましょ』篇CMソング                                                                |
| ブーケ                               | 協和「フラコラ プラセンタ エクストラクト」『ココロから輝く』『幸せな時間』編CMソング                        |
| 満点星                               | 東京テアトル配給映画『はなちゃんのみそ汁』主題歌                                                            |
| 空音                                 | 映画『ママ、ごはんまだ?』主題歌                                                                             |
| 七変化                               | NHK BS 時代劇ドラマ『伝七捕物帳2』主題歌                                                                    |
| ただやるだけさ                       | 映画『猫と私と、もう1人のネコ』主題歌                                                                       |

## 出演

### ライブ
詳細は一青窈の公演を参照

### ラジオ
- BUG A BLUE (InterFM)
- Night Market YO! (bayfm)
- ボシュロム レニュー presents Donut talk（JFN系列）
- アルージェ Presents 一青窈 ハチミツドキ (TOKYO FM)
- RADIO SESSIONS 一青窈 bestyo settyon（2007年、JFN）
- 一青窈のもそもそラヂオ (JFN)
- 一青窈と江古田ちゃんのオールナイトニッポンR（2009年、ニッポン放送）

### テレビ
- 和の絆 世界遺産モン・サン・ミッシェルに響く! 〜若き和楽器奏者たちの挑戦〜（2010年、BS日本） - ナレーター
- ごぶごぶ（2012年10月23日、2013年12月10、17日、2014年12月9日、2016年3月22日、毎日放送） - ゲスト
- ミチコ靖子窈の女子会 〜夢に唄えば〜 シリーズ（NHK BSプレミアム 2012年12月24日、2013年5月11日、2013年11月9日）
- 中居正広の金曜日のスマたちへ（2015年7月24日、TBS） - 特別篇・ゲスト[31]

### テレビドラマ
- それからの海（2012年、NHK総合） - 近藤公子 役

### NHK紅白歌合戦出場歴
| 年度                                                                                      | 放送回 | 回 | 曲目                | 出演順 | 対戦相手   |
| ----------------------------------------------------------------------------------------- | ------ | -- | ------------------- | ------ | ---------- |
| 2003年                                                                                    | 第54回 | 初 | もらい泣き          | 17/30  | ゆず       |
| 2004年                                                                                    | 第55回 | 2  | ハナミズキ          | 21/28  | 松平健     |
| 2005年                                                                                    | 第56回 | 3  | ハナミズキ（2回目） | 20/29  | グループ魂 |
| 2007年                                                                                    | 第58回 | 4  | ハナミズキ（3回目） | 24/27  | 秋川雅史   |
| 2008年                                                                                    | 第59回 | 5  | はじめて            | 22/26  | 北島三郎   |
| * 曲名の後の（○回目）は紅白で披露された回数を表す。 * 出演順は「出演順/出場者数」を表す。 |        |    |                     |        |            |

### CM
- ボシュロム・ジャパン「レニュー マルチプラス」（CMでの一青窈の台詞は彼女自身の作）
- ホワイトバンドプロジェクト
- 麒麟麦酒「一番搾」（台湾地区限定）
- MUSIC ON! TV「Harmony with the Earth」
- ローソン「夢を応援基金」

### 映画
- 珈琲時光（2004年） - 主演・井上陽子 役
- 恋するイノセントマン（2006年） - バーの店員（友情出演）
- 愛と誠（2012年） - 早乙女美也子 役
- はなちゃんのみそ汁（2015年） - 松永志保 役
- 燕 Yan（2020年） - 林淑恵 役[32]
- 猫と私と、もう1人のネコ（2024年） - 清瀬環 役[33]

### 音楽劇
- 箱の中の女（2008年） - 主演

## 執筆

### 著書
- 明日の言付（ことづ）け（2008年5月7日／河出書房新社 ISBN 978-4309018638）
- ふむふむのヒトトキ（2008年11月28日／メディアファクトリー ISBN 978-4840126137）
- 短歌の作り方、教えてください（2010年5月20日／俵万智との共著、角川学芸出版 ISBN 978-4046214287）
  - 文庫化（2014年1月25日／俵万智との共著、角川ソフィア文庫 ISBN 978-4044054090）
- てくてく台湾（2013年3月1日、パルコ出版 ISBN 978-4891949990）
- 一青窈詩集 みんな楽しそう（2013年7月15日、ナナロク社 ISBN 978-4904292426）
- ハナミズキ A Hundred Years（2022年10月20日、今人舎  ISBN 978-4910658049）

### 雑誌の連載
- TR（トーキンロック!）
- ダ・ヴィンチ「一青窈のふむふむのヒトトキ」
- SPRING「一青窈と佇む」
- 短歌「万窈のとびら」

## 受賞歴
- 2003年
  - 第45回日本レコード大賞最優秀新人賞
  - 日本有線大賞最優秀新人賞（もらい泣き）
  - ベストヒット歌謡祭最優秀新人賞（もらい泣き）
  - 日本ゴールドディスク大賞ニューアーティスト・オブ・ザ・イヤー
- 2004年
  - ベストヒット歌謡祭ゴールドアーティスト賞（ハナミズキ）
  - 日本有線大賞優秀賞（ハナミズキ）
  - 第28回山路ふみ子映画賞新人女優賞（珈琲時光）[34]
- 2005年
  - 第47回日本レコード大賞作詩賞（かざぐるま）
  - 日本有線大賞優秀賞（かざぐるま）
  - 第28回日本アカデミー賞新人俳優賞（珈琲時光）[35]
- 2014年
  - 第82回ザテレビジョンドラマアカデミー賞・ドラマソング賞（「他人の関係 feat. SOIL&"PIMP"SESSIONS」）[36]
- 2023年
  - HEROs AWARD 2023アーティスト部門[37]

### 関連受賞
- 2003年第45回日本レコード大賞編曲賞（もらい泣き／編曲者：武部聡志）
- 2006年第48回日本レコード大賞編曲賞（指切り／編曲者：小林武史）